# 1957-es magyar vívóbajnokság
Az 1957-es magyar vívóbajnokság az ötvenkettedik magyar bajnokság volt. A férfi tőrbajnokságot június 16-án rendezték meg, a párbajtőrbajnokságot június 22-én, a kardbajnokságot június 30-án, a női tőrbajnokságot pedig június 23-án, mindet Budapesten, a Vasas Pasaréti úti vívótermében.

## Eredmények
| Versenyszám          | Arany                            | Arany | Ezüst                           | Ezüst | Bronz                                   | Bronz |
| -------------------- | -------------------------------- | ----- | ------------------------------- | ----- | --------------------------------------- | ----- |
| Férfi tőrvívás       | Fülöp Mihály Elektromos SE       |       | Gyuricza József Bp. Honvéd      |       | Marosi József OSC                       |       |
| Férfi párbajtőrvívás | Kausz István OSC                 |       | Marosi József OSC               |       | dr. Berzsenyi Barnabás Bp. Vörös Meteor |       |
| Férfi kardvívás      | Gerevich Aladár Bp. Vörös Meteor |       | Horváth Zoltán Bp. Vörös Meteor |       | Kovács Pál Vasas SC                     |       |
| Női tőrvívás         | Juhász Katalin OSC               |       | Székely Tiborné BVSC            |       | Kovács Lajosné Nyári Magda BVSC         |       |